# Saint-Louis, Senegal
Saint-Louis ili Ndar (na jeziku wolof) je glavni grad senegalske istoimene pokrajine, Saint-Louis koja se nalazi odmah sjeverozapadno od ušća rijeke Senegal, oko 320 km sjeverno od Dakara.
Od 1673. do 1902. godine, Saint-Louis je bio prijestolnicom francuske kolonije Senegal, a od 1920. do 1957. bio je prijestolnicom susjedne francuske kolonije Mauritanije, te je imao veliku gospodarsku ulogu cijele Zapadne Afrike. Svojim strateškim položajem u zaljevu rijeke Senegala, te pravilnim urbanističkim planom, sustavom pristaništa i karakterističnom kolonijalnom arhitekturom Saint-Louis ima prepoznatljiv karakter i identitet. Zbog toga je 2000. godine upisan na UNESCO-ov popis mjesta svjetske baštine u Africi.

## Povijest
Otok Saint-Louis nije bio naseljen prije dolaska Europljana. Otok je pripadao kraljevstvu Waalo i prvi istraživači na njemu su bili Portugalci, potom Mlečani, te Nizozemci od 15. stoljeća nadalje. Bilo je niz inicijativa osnivanja naselja, posebice u 17. stoljeću, kada su neka naselja osnovana u njegovoj blizini. Godine 1633., Francuzi su odlučili osnovati prvu tvrtku u Senegalu, Cap-Vert (Zeleni rt). Nakon nekoliko neuspjelih pokušaja, Francuz Louis Caullier je 1659. godine odabrao nenaseljeni otok Ndar na ušću rijeke Senegala za utvrđivanje tvrtke. Faktoriju je nazvao Saint-Louis-du-Fort u čast kralja Luja XIV. Nekoliko drugih tvrtki slijedilo je tvrtku Cap-Verte, a Englezi su zauzimali Saint-Louis u tri navrata (1693., 1779., i od 1809. do 1817.).
U početku nezdrav i negostoljubiv, otoku je nedostajalo i građevinskog materijala, dok kasnije nije otkriveno da je bogat kamenicama koje mogu poslužiti za proizvodnju vapna i izgradnju cesta. Postupno je naselje Saint-Louis razvilo svoje poslovne aktivnosti, trgovinu gumom, kožama, zlatom, bjelokosti i žitaricama, kao i trgovinu robovima. 
Početkom 19. stoljeća naselje je imalo oko 8.000 stanovnika. Te se javila potreba za obrazovanjem i izgradnjom prvih škola u zapadnoj Africi. God. 1828. osnovana je glavna ulica, počevši od stare utvrde, po kojoj se regulirao razvoj grada. Pravi razvoj grada nastupio je od 1854. godine, kada je guvernerom postao Louis Faidherbe. Do 1865. godine Saint-Louis je potpuno urbaniziran i postao je glavni grad Senegala 1872., a dosegao je vrhunac 1895. godine kada je postao glavnim gradom Francuske Zapadne Afrike. U tom razdoblju Saint-Louis je postao vodeće urbano središte u subsaharskoj Africi, kao i centar širenja kulturnih i umjetničkih aktivnosti. Prvi muzej industrije, etnografije i povijesti zapadne Afrike otvoren je u Saint-Louisu 15. ožujka 1864. god. U tom razdoblju osnovane su mnoge škole i druge javne ustanove, kao i prvi utvrđeni senegalski vojni bataljun i muslimanski sud pravde.
Razdoblje mira u koloniji pridonijelo je razvoju gospodarske i komercijalne aktivnosti, što je pogodovalo širenju utjecaja grada. Međutim, 1902. godine Saint-Louis je izgubio svoj status glavnog grada Zapadne Afrike, a 1957. je prestao biti i glavni grad Senegala. To je značilo odlazak francuskog garnizona i njihovih obitelji, te zatvaranje većeg broja ureda i trgovina. Do 1963. broj francuskih stanovnika je drastično smanjen. U isto vrijeme, ukupna populacija je nastavila rasti: 55.600 do 1960., 90.000 do 1976., i 150.000 1997. godine.
Grad se razvio i na Langue de Barbarie (rt u oceanu), te na mjestu Sor na kontinentu. Prenapučenost Starog grada je dovela neke starije objekte u opasnost od rušenja. Novi urbanistički plan je izrađen 1983. godine, kako bi se regulirala situacija, ali i osigurala zaštita povijesnih područja. Trenutno u gradu oživljava gospodarstvo (na temelju ribarstva i poljoprivrede) i turizam (međunarodnim festivalima, izložbama, sportom, itd.). Sveučilište Gaston Berger otvoreno je 1992. godine. Nova zračna luka u Saint-Louisu je nedavno otvorena kako bi se olakšao pristup. Rast grada prouzrokuje iste probleme kao i bilo koji drugi veliki afrički grad, uključujući ilegalne okupacije zemlje i ekološke probleme.

## Znamenitosti
Otok Saint-Louis je podijeljen na tri dijela: Sjeverna četvrt, Južna četvrt i Faidherbe s guvernerovom palačom u središtu. Cijelo naselje nalazi se u prekrasnoj laguni koju tvore dva rukavca rijeke Senegal koja ga odvaja od četvrti Sor na kontinentu. Most Moustapha Gaye Malick (bivši Most Servatius) povezuje otok s grebenom Langue de Barbarie, koji na zapadu štiti otok od oceana. Most Faidherbe, otvoren 1897. godine, je veza grada s kopnom i područjem Sor.
Urbano tkivo starog grada se temelji na ortogonalnom mrežastom planu ulica iz 1828. godine, kojom je utvrđen razvoj pravilnog grada od stare utvrde. Otok je okružen sustavom pristaništa, koja se nadovezuju na sve ulice u smjeru istok-zapad. Urbani izgled daje gradu određeni karakter i jedinstvenost. Od arhitektonskog i estetskog značaja su kvalitetne dvokatne ili trokatne kolonijalne zgrade s drvenim balkonima s ogradom od kovanog željeza, krovovima s crvenim crijepom, te vratima i prozorima s drvenim griljama. Glavna povijesna građevina je stara utvrda Guvernerove palače, koja označava središte otoka i mjesto gdje je osnovano prvo naselje. Ovaj kompleks je u velikoj mjeri izmijenjen kroz stoljeća, osobito u unutrašnjosti, ali je vanjsština još uvijek sačuvana, iako s nekim dodacima. Katedrala pored Guvernerove palače, sagrađena je s dobrovoljnim doprinosima građana, a dovršena je 1828. god. Vojarne (Rognat Nord i Rognat Sud) su izgrađene 1837. godine u središtu grada, na mjestu Faidherbe. One zajedno s Guvernerovom palačom i mostom Servatius tvore klasičnu kompoziciju u stoj osi. Općinska vijećnica Senegala postoji od 1825., a prošireno je za osnovnu školu 1839., a nakon 1873. godine korištena je kao kolonijalni arhiv i prostor za razne javne vlasti. Ovaj poprilično velik kompleks, ispunjen pilastrima i balkonima, je u dobrom stanju. Ostale znamenite građevine su gradska bolnica iz 1822. i Velika džamija na sjeveru sagrađena početkom 1838. godine.
- Kolonijalna arhitektura
- Most Servatius s Guvernerovom palačom 1889. god.
- Most Servatius danas (pogled na Langue de Barbarie)
- Velika džamija
- Ribarsko selo na Suru

## Gradovi prijatelji
| - Bolonja Italija - Liège Belgija - Fes Maroko | - Fortaleza Brazil - St. Louis, Missouri SAD - Toulouse Francuska |

## Vanjske poveznice
- Senegalki ljupki grad u raspadu, Tidiane Sy, BBC News, 13. svibnja 2005. (engl.)
- Le portail touristique et culturel de Saint-Louis du Senegal (fr.)